# Austra
Austra ist ein kanadisches New-Wave-Musikprojekt, das 2009 in Toronto von der Singer-Songwriterin Katie Austra Stelmanis gegründet wurde. Der Name der Band bezieht sich auf die Göttin des Lichts in der lettischen Mythologie.

## Geschichte
Die in klassischem Gesang ausgebildete Stelmanis (Gesang, Keyboard) und Maya Postepski (Schlagzeug) waren Mitglieder der Band Galaxy. Gemeinsam mit Dorian Wolf, dem Bassisten von Spiral Beach, traten sie unter dem Namen Private Life auf. Da eine andere Band den Namen beanspruchte, benannte Stelmanis das Projekt nach ihrem zweiten Vornamen Austra um.
Bei Live-Auftritten unterstützten sie Maya Postepski, Dorian Wolf und Ryan Wonsiak.
Das Debütalbum von Austra wurde am 13. Mai 2011 veröffentlicht und stieß in der Musikpresse auf positive Kritik. Das Debütalbum Feel it break wurde von Pitchfork Media mit 7,3/10 bewertet. Von The Guardian erhielt das Album 4/5 Sternen. Juli 2011 wurde es für den Polaris Music Prize nominiert.
Das zweite Studioalbum Olympia erschien im Juni 2013, das dritte Album Future Politics folgte im Januar 2017.
Im Mai 2017 trennte sich Maya Postepski von Austra zu Gunsten ihrer Solokarriere. Noch im gleichen Jahr beendete Stelmanis die Zusammenarbeit mit den verbliebenen Musikern Dorian Wolf und Ryan Wonsiak.
Das vierte Album HiRUDiN erschien im Mai 2020. Unterstützt wurde Stelmanis von den kanadischen Duo Kamancello, den Noise-Artists c_RL (Schlagzeug) und den beiden Co-Produzenten Rodaidh McDonald und Joseph Shabason.
Insgesamt wurden die letzten drei Alben überwiegend positiv bewertet. Olympia erhielt von Pitchfork 7,2/10, Future Politics 7,4/10 und HiRUDiN mit 7,3/10.

## Diskografie

### Studioalben
| Jahr | Titel           | Höchstplatzierung, Gesamtwochen, AuszeichnungChartplatzierungen (Jahr, Titel, Platzierungen, Wochen, Auszeichnungen, Anmerkungen) | Höchstplatzierung, Gesamtwochen, AuszeichnungChartplatzierungen (Jahr, Titel, Platzierungen, Wochen, Auszeichnungen, Anmerkungen) | Höchstplatzierung, Gesamtwochen, AuszeichnungChartplatzierungen (Jahr, Titel, Platzierungen, Wochen, Auszeichnungen, Anmerkungen) | Höchstplatzierung, Gesamtwochen, AuszeichnungChartplatzierungen (Jahr, Titel, Platzierungen, Wochen, Auszeichnungen, Anmerkungen) | Höchstplatzierung, Gesamtwochen, AuszeichnungChartplatzierungen (Jahr, Titel, Platzierungen, Wochen, Auszeichnungen, Anmerkungen) | Anmerkungen                           |
| Jahr | Titel           | DE | AT | CH | UK | US | Anmerkungen                           |
| ---- | --------------- | --- | --- | --- | --- | --- | ------------------------------------- |
| 2011 | Feel It Break   | — | — | — | — | — | Erstveröffentlichung: 13. Mai 2011    |
| 2013 | Olympia         | DE73 (1 Wo.)DE | AT42 (1 Wo.)AT | CH93 (1 Wo.)CH | UK183 (1 Wo.)UK | US14 (3 Wo.)US | Erstveröffentlichung: 17. Juni 2013   |
| 2017 | Future Politics | DE61 (1 Wo.)DE | AT36 (1 Wo.)AT | CH46 (1 Wo.)CH | — | US19 (1 Wo.)US | Erstveröffentlichung: 20. Januar 2017 |
| 2020 | HiRUDiN         | — | — | — | — | — | Erstveröffentlichung: 1. Mai 2020     |

### EPs
- 2014: Habitat

### Remix Alben
- 2011: Sparkle

### Singles
- 2010: Beat and the Pulse
- 2011: Lose It
- 2011: Spellwork
- 2013: Home
- 2013: Painful Like
- 2013: Forgive Me
- 2014: Hurt Me Now
- 2014: American Science
- 2016: Utopia
- 2016: Future Politics
- 2017: I Love You More Than You Love Yourself
- 2020: Risk It
- 2020: Anywayz
- 2020: I Am Not Waiting

### Musikvideos
- 2011: Lose It (Regie: M.Blash)
- 2012: Spellwork (Regie: Yelena Yemchuk)
- 2013: Home (Regie: Noel Paul & Stefan Moore)
- 2013: Beat And The Pulse (Clean Version) (Regie: Claire Edmondson)
- 2013: Beat And The Pulse (Dirty Version) (Regie: Claire Edmondson)
- 2013: Painful Like (Regie: Exploding Motor Car)
- 2013: Forgive Me (Regie: Claire Edmondson)
- 2014: Hurt Me Now (Regie: M.Blash)
- 2014: Habitat (Regie: Matt Lambert)
- 2014: Hulluu (Regie: Zeesy Powers)
- 2016: Utopia (Regie: Noel Paul & Stefan Moore)
- 2016: Future Politics (Regie: Allie Avital)
- 2017: I Love You More Than You Love Yourself (Regie: M.Blash)
- 2020: Risk It (Regie: Jasmin Mozaffari)
- 2020: Anywayz (Regie: Jasmin Mozaffari)
- 2020: I Am Not Waiting (Regie: Trevor Blumas)
- 2020: Mountain Baby (feat. Cecile Believe) (Regie: Jon Mccurley)